# يوسف القسوس
يوسف موسى القسوس هو طبيب أردني مختص في القلب والأوعية الدموية ومدير عام سابق للخدمات الطبية الملكية وعضو سابق في مجلس الأعيان الأردني وقد عمل مستشارا طبيا للملك الراحل الحسين بن طلال.

## المؤهلات العلمية
درس البكالوريوس في الطب في جامعة عين شمس عام 1965 ونال زمالة كلية الأطباء والجراحين الملكية في جلاسكو في عام 1991.

## مراكز شغلها
- مدير مدينة الحسين الطبية
- عضو مجلس أمناء جامعة مؤتة
- عضوية مجلسي الأعيان الخامس والعشرين والسابع والعشرين.

## جوائز وتكريمات
- وسام الاستقلال من الدرجة الثانية في عام 1976.
- وسام النهضة من الدرجة الثانية في عام 1993.